# Уэйн, Бен
Бе́нджамин Пи́тер Уэ́йн (англ. Benjamin Peter Waine; 11 июня 2001, Веллингтон, Новая Зеландия) — новозеландский футболист, нападающий сборной Новой Зеландии.

## Клубная карьера
30 марта 2019 года дебютировал на профессиональном уровне за «Веллингтон Феникс», выйдя на замену в матче против «Ньюкасл Джетс», завершившемся победой со счетом 4:1.
3 ноября 2019 года Уэйн забил свой первый гол, выйдя на замену в матче против «Мельбурн Сити», завершившемся поражением «Веллингтона» со счетом 3:2, обойдя Либерато Какаче и став самым молодым бомбардиром в истории клуба в возрасте 18 лет и 145 дней.
С 1 января 2023 года выступает за английский клуб «Плимут Аргайл».

## Карьера в сборной
16 апреля 2019 года Уэйн был выбран в качестве одного из 21 игроков сборной Новой Зеландии до 20 лет, которые играли на Чемпионате мира по футболу среди молодёжных команд в Польше. Он сделал дубль в их первом матче против Гондураса 24 мая. Он принял участие ещё в двух матчах на турнире, выйдя в стартовом составе в победном матче Новой Зеландии над Норвегией со счетом 2:0 и проигрыше по пенальти Колумбии в 1/8 финала.
Был заявлен в Олимпийскую сборную Новой Зеландии по футболу на Летних Олимпийских играх 2020 в Токио.
Уэйн дебютировал на международной арене, забив свой первый гол за сборную Новой Зеландии в отборочном матче чемпионата мира против Папуа-Новой Гвинеи.